# Argonne (metropolitana di Milano)
Argonne è una stazione della linea M4 della metropolitana di Milano.

## Storia
Il 19 gennaio 2015 sono state consegnate le aree per un successivo inizio dei lavori al consorzio di imprese che deve realizzare l'opera.
Il 2 febbraio 2015 sono iniziati i lavori di costruzione veri e propri, con la modifica della viabilità di superficie. Il 1º aprile 2017 la TPM ha collegato la stazione di Argonne con il Manufatto Sereni, a sua volta connesso con la stazione Forlanini.
La stazione è stata inaugurata il 26 novembre 2022.

## Interscambi
Nelle vicinanze della stazione effettuano fermata alcune linee urbane di superficie, filoviarie e automobilistiche, gestite da ATM.
- Fermata filobus (Argonne M4, linea 93)
- Fermata autobus

## Servizi
La stazione dispone di:
- Accessibilità per portatori di handicap
- Ascensori
- Scale mobili
- Emettitrice automatica biglietti
- Stazione video sorvegliata
- Servizi igienici